# الشابة زليخة
الشابة زليخة مغنية جزائرية  اسمها الحقيقي حسينة لواج، في 6 ديسمبر 1956 بمدينة خنشلة،  ومنها انطلقت إلى عالم الفن، طفلة لا يتجاوز سنها 11 سنة. ولأنها تنحدر من عائلة فنية، حققت حلمها في الغناء. فقد عُرف والدها بحبّه للمسرح، وكان أخوها عازفا موسيقيا بارعا.

## حياتها
بعد أن ذاع صيتها من خلال حضورها في حفلات الأعراس والمناسبات، في ولايات الشرق الجزائري، لا سيما مدن خنشلة، باتنة، سوق اهراس وبسكرة، وهي تردّد أغانٍ مستوحاة من التراث الفني الأوراسي، والغناء الشاوي الأصيل، خاصة أغاني بقار حدّة وعيسى الجرموني، نجحت سنة 1968، في تسجيل أوّل أسطوانة لها تضمّ أغنيتين: «السبيطار العالي» و«متبكيشي يا سليمة»، في طبع «الآياي»، وهو نوع من الغناء البدوي، المنتشر بقوّة في الريف الأوراسي، والصحراء الجزائرية.
انتقلت «وردة خنشلة»، كما كان يطلق عليها، إلى الجزائر العاصمة، مطلع الستينيات، أين شاركت في حصة ألحان وشباب، وغنّت يومها أغنيتها الشهيرة «صبّ الرشراش»، وهي الأغنية التي حققت لها الشهرة والنجاح في عالم الفن. مما دعا أبرز الملحنين وأصحاب الكلمات آنذاك، للتعامل معها، وهكذا سجلت 30 شريطا غنائيا، ولديها نحو 120 أغنية مسجلة في مكتبة الأرشيف بالإذاعة والتلفزيون الجزائري.
وسرعان ما فرضت وجودها أمام أبرز نجوم الغناء آنذاك مثل : سلوى، نورة، رابح درياسة، قروابي، خليفي أحمد، محمد العماري… لتنتقل شهرتها من الشرق الجزائري وتمتد إلى كامل التراب الوطني، وهكذا أصبحت نجمة لامعة في سماء الفن الجزائري، مطلوبة بقوّة لإحياء الحفلات في كل مكان في الجزائر.

### أفلام
- شاركت  في فيلم تلفزيوني مطوّل سنة 1972، يحمل عنوان «السخاب»، للمخرج محمد حازورلي، وهو الفيلم الذي مثل الجزائر في مهرجان براغ عام 1975.
- تقاسمها الدور مع عز الدين مجوبي، في فيلم سينمائي أنتج سنة 1977 بعنوان «زيتونة بولهيلات»، من إخراج ندير محمد عزيزي.

وكان عميد الأغنية البدوية خليفي أحمد، قد أشاد بقدراتها الصوتية العالية، وهي تؤدّي بإتقان مواويل الأغاني البدوية، والتي تحتاج كما هو معلوم، لقدرات خارقة وطول نفس، معتبرًا إياها خليفته في هذا الطابع الغنائي الأصيل.
كان آخر ظهور للمطربة الراحلة، شهر فبراير 1992، في التيليطون الذي نظمه التلفزيون الجزائري، في إطار حملة تضامنية وطنية لبناء ديار الرحمة. كانت تبدو شاحبة الوجه قليلا، وقد تمكن منها المرض، يومها أدت أغنية حزينة ومؤثرة، وكأنها كانت تتنبّأ بنهايتها، يقول مطلع الأغنية:
«ربّي يا عالي الدرجات، يا عالم ليك السندة، سهّل لي يوم الممات، سلم لي في ديك الرقدة، الله في ملكه مجيد، واحنا في الدنيا غربة… »

## وفاتها
فقد توفيت  الفنانة بسبب مرض السرطان في 15 نوفمبر 1993 عن عمر يناهز 37 سنة. تاركة وراءها أكثر من 120 أغنية مسجلة في الإذاعة والتلفزيون الجزائري، في مختلف الطبوع الغنائية الجزائرية الأصيلة.

## وصلات خارجية
- الشابة زليخة